# William Célestin Fokam
William Célestin Fokam est un lutteur gréco-romain et un pratiquant de sambo camerounais, spécialisé en sambo de combat. Double médaillé d'or, il est né le 31 octobre 1981 à Yaoundé.

## Carrière sportive

### Lutte
William Célestin Fokam est un lutteur gréco-romain camerounais de sexe masculin. Il porte le drapeau du Cameroun dans les compétitions internationales. Son meilleur résultat en lutte est une 5e place aux Championnats d'Afrique de lutte 2018 dans la catégorie des moins de 67 kg.

### Sambo
Il défend le drapeau camerounais lors des Championnats d'Afrique de sambo 2018 à Hammamet en Tunisie. Il remporte une médaille d'argent en sambo de combat dans la catégorie des moins de 68 kg. Il est médaillé d'or dans la catégorie des moins de 71 kg lors des championnats d'Afrique de sambo 2022 à Yaoundé. Il conserve son titre lors des championnats d'Afrique de sambo 2023 à Casablanca au Maroc. Il est médaillé de bronze dans cette même catégorie aux Championnats d'Afrique de sambo 2024 au Caire en Égypte.